# Berta Sofía Gerschman
Berta Sofía Gerschman de Pikelin (Carlos Casares, 28 de junio de 1905 - Buenos Aires, 29 de junio de 1977) fue una aracnóloga argentina, que junto con Rita D. E. Schiapelli, fueron las primeras mujeres especialistas en arácnidos de Argentina y Sudamérica y formaron el equipo femenino de aracnología más destacado de Argentina durante 40 años.

## Biografía
Gerschman de Pikelin era hija de José Gerschman y Manuela Pelman, ambos de ascendencia rusa. Estudió en el actual Instituto Superior del Profesorado Dr. Joaquín V. González, donde obtuvo el título de profesora de enseñanza media en ciencias naturales en 1928. Fue alumna de Irene Bernasconi, la primera especialista en equinodermos de Argentina y destacada investigadora del Museo Argentino de Ciencias Naturales (MACN).
En 1929, Gerschman de Pikelin se incorporó al entonces departamento de entomología del Museo de Ciencias Naturales. Allí comenzó a trabajar junto con Rita Esther Schiapelli con especímenes de arañas que le proporcionó Emilio Gemignani, jefe del departamento, por sugerencia del entonces director del museo, Martín Doello Jurado. Valiéndose de libros y de materiales de la colección del Museo de La Plata, clasificaron y catalogaron ejemplares de arañas que les había sido dado por el jefe de la sección. Además de clasificar el material, lo catalogaron y lo incorporaron a la colección. Estas arañas fueron los primeros ejemplares de la Colección Nacional de Aracnología del Museo Argentino de Ciencias Naturales, sentando las bases de la Sección de Aracnología y la Colección Nacional de Aracnología del Museo Argentino de Ciencias Naturales. Estudiaron principalmente arañas del suborden Mygalomorphae, comúnmente conocidas como tarántulas. Juntas describieron nuevos géneros y especies de arañas de diversas familias. Además, dos géneros y doce especies de arañas recibieron su nombre en reconocimiento a su labor científica. En el ambiente académico eran conocidas como “las Lennon y McCartney de la aracnología rioplatense”.
En la década de 1930, las dos aracnólogas entablaron un intercambio de cartas y documentos con el aracnólogo brasilero Cândido Firmino de Mello-Leitão. En 1937, las dos viajaron a Río de Janeiro, Brasil, gracias a una invitación de Mello-Leitão, para perfeccionarse tanto en la clasificación de los arácnidos. En 1937, Schiapelli fue nombrada Encargada de la Colección de Aracnología del Museo con un cargo rentado. Dado que las dos seguían trabajando voluntarias hasta ese momento, acordaron compartir la responsabilidad y el salario, con una asistencia alternada a las funciones.
En 1962, Gerschman de Pikelin y Schiapelli ingresaron a la Carrera de Investigador Científico del Consejo Nacional de Investigaciones Científicas y Técnicas (CONICET) como Investigadoras. Allí formaron a varios científicos que posteriormente se convertirían en reconocidos aracnólogos.
A lo largo de sus carreras participaron en diversas reuniones científicas donde presentaron sus investigaciones. Estos eventos incluyeron las reuniones mensuales de la Asociación Argentina de Ciencias Naturales y la Sociedad Entomológica Argentina, las Reuniones Zoológicas Argentinas, el Congreso Latino-Sudamericano de Zoológico, el IV Congreso Internacional de Aracnología y varios simposios (por ejemplo, el Simposio Internacional sobre Arañas Animales). En 1960 y 1968, Gerschman de Pikelin y Schiapelli realizaron dos viajes a Estados Unidos y Europa para estudiar especímenes tipo de arañas neotropicales. Durante sus viajes, visitaron las colecciones del Museo Nacional de Historia Natural de París (Francia), el Museo Británico de Londres (Reino Unido) y el Museo Americano de Historia Natural de Nueva York.
Falleció en Buenos Aires el 29 de junio de 1977.

## Publicaciones
Publicó 53 artículos sobre arácnidos de Argentina.
- Schiapelli, R.D. & Gerschman de Pikelin, B.S. 1942. Arañas argentinas (parte I). Anales del Museo Argentino de Ciencias Naturales "Bernardino Rivadavia" 40: 317-332.

- Schiapelli, R.D. & Gerschman de Pikelin, B.S. 1945. Parte descriptiva. En: Vellard, J., R.D. Schiapelli & B.S. Gerschman (eds.) Arañas sudamericanas coleccionadas por el Doctor J. Vellard. I. Theraphosidae nuevas o poco conocidas. Acta Zoologica Lilloana 3: 165-213.

- Schiapelli, R.D. & Gerschman de Pikelin, B.S. 1961. Las especies del género Grammostola Simon 1892, en la República Argentina (Araneae, Theraphosidae). Actas y Trabajos del Congreso Sudamericano de Zoologia, La Plata I (La Plata, 1959) 3: 199-208.

## Homenajes
Los siguientes géneros o especies fueron nombrados en honor a Berta Sofía Gerschman de Pikelin:
- Familia Filistatidae, Genero Pikelinia Mello-Leitão, 1946
- Familia Actinopodidae, especie Actinopus gerschiapelliarum Ríos-Tamayo & Goloboff, 2018
- Familia Amaurobiidae, especie Yacolla pikelinae Lehtinen, 1967
- Familia Bothriuridae, especie Bothriurus bertae Abalos, 1955
- Familia Anyphaenidae, especie Axyracrus gerschmanae Mello-Leitão, 1938 = Axyracrus elegans
- Familia Salticidae, especie Scopocira pikelinae Galiano, 1958 = Scopocira tenella
- Familia Theraphosidae, especie Cyriocosmus bertae Pérez-Miles, 1998
- Familia Thomisidae, especie Misumenoides gerschmanae Mello-Leitão, 1944